# Alfred van Werven
Alfred August (Alfred) van Werven (Nijmegen, 13 oktober 1920 - Zwolle, 14 november 1977) was een Nederlandse beeldhouwer, schilder en tekenaar.

## Leven en werk
Van Werven, opgeleid aan de Rotterdamse kunstacademie, was aanvankelijk als beeldend kunstenaar werkzaam in Rotterdam. Daarna werkte hij respectievelijk in Zeist, Zuidwolde en Lutten.
Van Werven maakte voor diverse gebouwen grote muurreliëfs, onder meer voor scholen in Assen en Stadskanaal. Deze beide scholen zijn inmiddels afgebroken. Het werk in Assen, Indisch tafereel, werd van de slopershamer gered en in 2005 herplaatst. Kenmerkend voor zijn stijl zijn de sterk gestileerde en verhalende afbeeldingen. Hij maakte onder meer gebruik van de sgraffitotechniek. Voor de kerk van Dronten vervaardigde hij diverse liturgische elementen.

## Enkele werken
- Tweeklang (1977) - Stadspark in Lelystad
- Wandreliëf Crematorium (1973) - Lelystad
- Overstapje (sgraffiti) (1973) - Kwelder in Lelystad
- De goddelijke hand (1971) - Kwelder in Lelystad
- Spelende kinderen (1968) - Stadskanaal
- Het Huwelijk (1963) - Hardenberg
- Wandreliëf (1961) in de hal van een flatgebouw aan het Hoornsediep (hoek Maaslaan) in Groningen
- Indisch Tafereel (1959) - Assen
- Monument ter nagedachtenis aan Koos Vorrink (1957) - Paasheuvel in Vierhouten
- Muurschildering - Dronten

## Fotogalerij

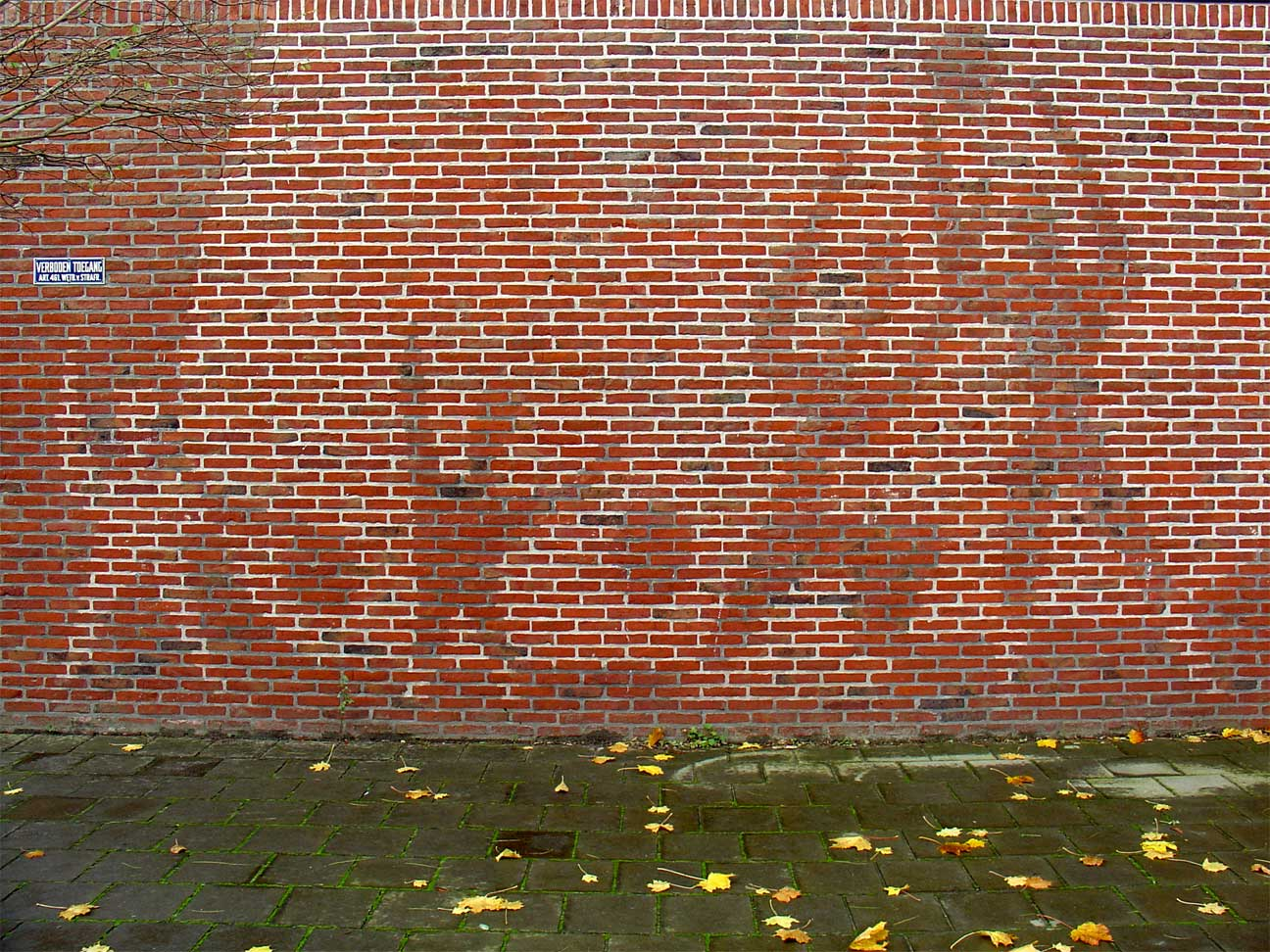
Spelende kinderen in Stadskanaal
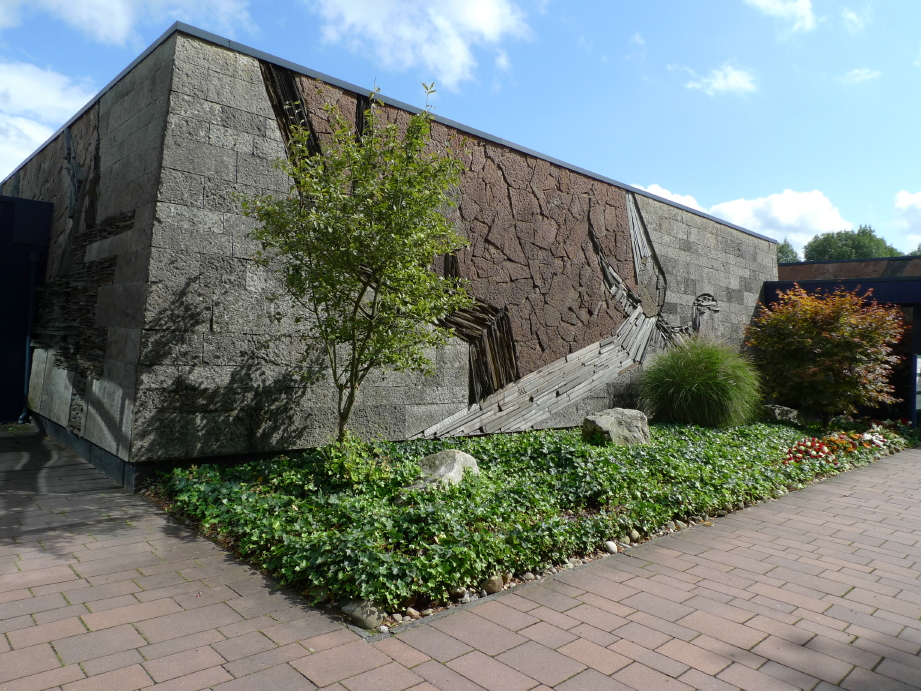
Wandreliëf Crematorium in Lelystad